# Инкредъбъл Стринг Бенд
„Инкредъбъл Стринг Бенд“ (на английски: The Incredible String Band) е шотландска фолк група.
Създадена през 1966 година в Единбург, тя е сред пионерите на психеделичния фолк и придобива голяма популярност, особено в средите на британската контракултура.
Групата включва в музикалния си стил разнородни традиционни музикални форми и инструменти и оказва влияние върху формирането на стила уърлд мюзик.
Разделя се през 1974 година и отново се събира в периода 1999-2006 година.